# Monte Niblè
Monte Niblè (fr. Pointe Niblé) – szczyt górski w Alpach Kotyjskich na granicy francusko-włoskiej, w masywie Gruppo d’Ambin. Ma wysokość 3 365 m n.p.m. Pomiędzy Monte Niblè, a sąsiednimi szczytem, położonym około 500 metrów na północ Punta Ferrand znajduje się lodowiec górski Glacier de Ferrand. Nazwa góry w lokalnym dialekcie oznacza mgłę lub chmurę. Swym wyglądem od wschodu (wraz ze szczytem Ferrand) przypomina nieregularny trapez, od strony południowej przypomina piramidę. Na jej szczycie znajduje się krzyż. Jako pierwszy zdobył ją W.A.B. Coolidge w 1873 r.

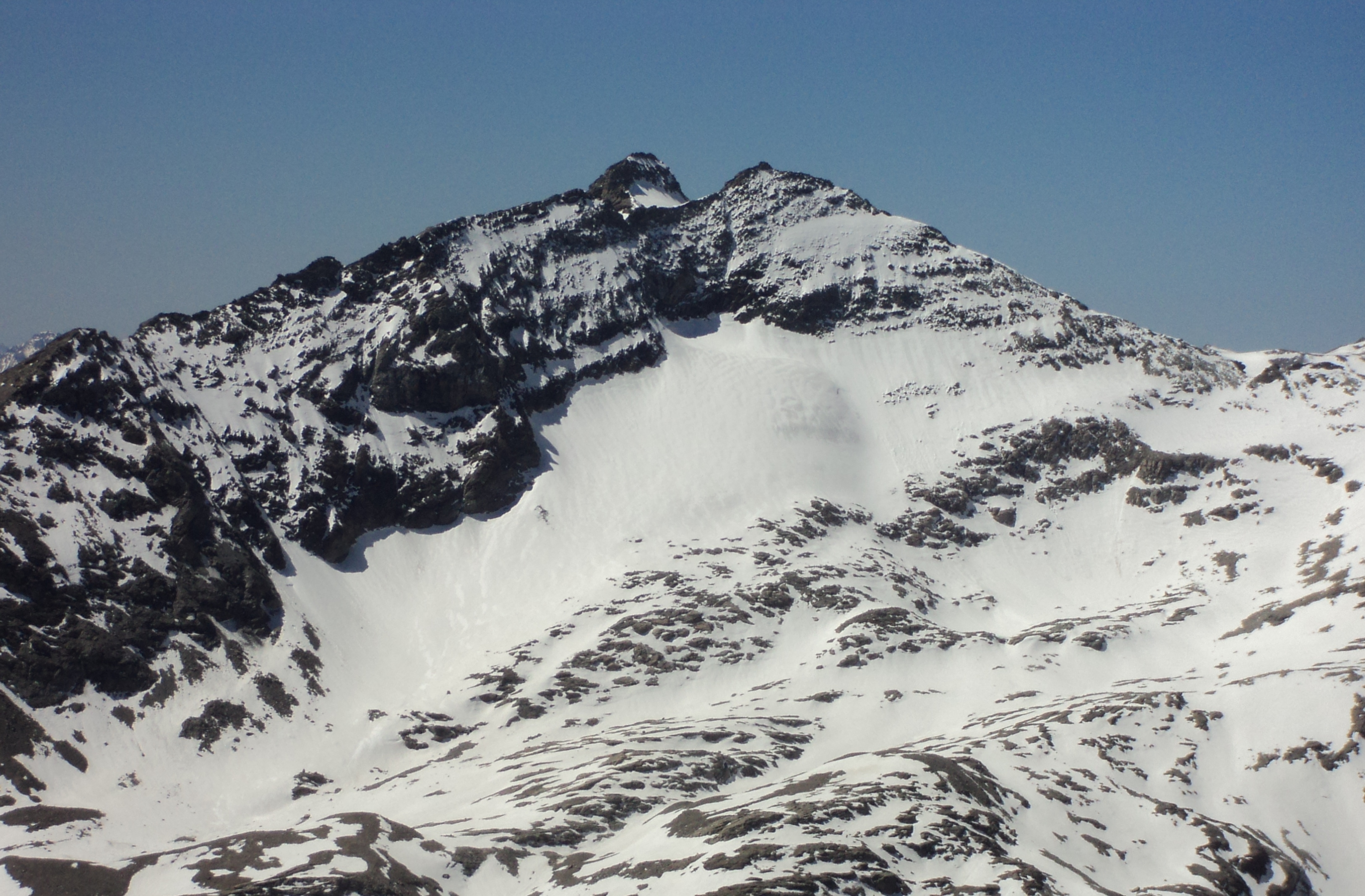
Monte Niblè (po lewej) i Punta Ferrand.

Aby zdobyć szczyt należy wyposażyć się w czekan i raki. Można to uczynić z terytorium Włoch, przez dolinę Grange della Valle lub idąc przez grań od strony południowo-wschodniej i przełęcz Passo Clopaca.